# Pleuractis moluccensis
Espèce
Pleuractis moluccensis est une espèce de coraux appartenant à la famille des Fungiidae.